# Список эпизодов телесериала «Отдел мокрых дел»

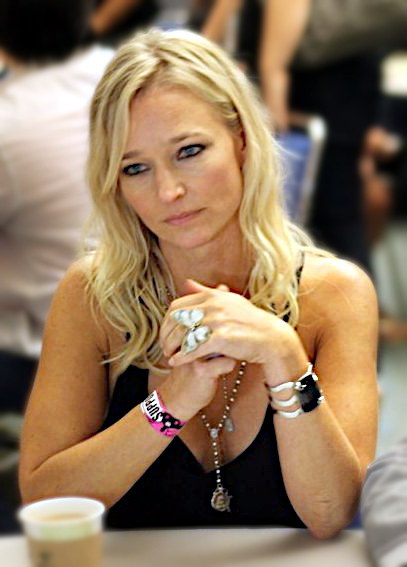
Кэри Матчетт — исполнительница роли Элейн Бендер (фото сделано в июле 2011 года)

«Отдел мокрых дел» (англ. Blue Murder) — канадский детективный сериал в жанре «полицейская драма». С января 2001 по июль 2004 года было снято 4 сезона, всего 52 серии (по 13 эпизодов в каждом сезоне). Сериал демонстрировался на канале Global Television Network с 10 января 2001 года. Последняя серия была показана 9 июля 2004 года. В России сериал был полностью показан русской версией телеканала Hallmark. 
С 2001 по 2004 год телесериал более 20 раз номинировался на престижные премии в области телевидения и много раз выигрывал их.
Телесериал рассказывает о специальном отделе в полиции Торонто, сотрудники которого расследуют особо тяжёлые преступления. Как правило, отдел занимается расследованием убийств, но иногда под их юрисдикцию попадают преступления против детей, похищения людей и другие правонарушения. Одновременно с этим развивалась личная жизнь главных персонажей телесериала.

## Обзор сезонов
| Сезон | Сезон | Эпизоды | Первоначальный эфир | Первоначальный эфир | Дата выхода DVD | Дата выхода DVD | Дата выхода DVD | Дата выхода DVD | Дата выхода DVD |
| Сезон | Сезон | Эпизоды | Премьера сезона     | Финал сезона        | Регион 1        | Регион 2        | Регион 3        | Регион 4        |                 |
| ----- | ----- | ------- | ------------------- | ------------------- | --------------- | --------------- | --------------- | --------------- | --------------- |
|       | 1     | 13      | 10 января 2001      | 2 апреля 2001       | н/д             | н/д             | н/д             | н/д             |                 |
|       | 2     | 13      | 12 октября 2001     | 30 января 2002      | н/д             | н/д             | н/д             | н/д             |                 |
|       | 3     | 13      | 17 января 2003      | 25 апреля 2003      | н/д             | н/д             | н/д             | н/д             |                 |
|       | 4     | 13      | 21 апреля 2004      | 7 июля 2004         | н/д             | н/д             | н/д             | н/д             |                 |

## Список эпизодов

### Первый сезон (2001)
| Номер | Название                         | Режиссёр       | Сценарий                   | Дата премьеры   | Произв. код |
| --- | -------------------------------- | -------------- | -------------------------- | --------------- | ----------- |
| 1 (1x01) | (англ. Heroes (Part 1))          | Стивен Уильямс | Стив Лукас и Кол Кунс      | 10 января 2001  | 102         |
| Детективы Джек Пог и Эд Остерхаус из отдела убийств полиции Торонто вызваны на расследование убийства полицейского под прикрытием. К ним прикрепляют заместителя главы департамента полиции Викторию Кастильо. У них тут же возникает конфликт, так как детектив Остерхаус считает, что полицейское руководство во главе с Кэй Барроу ведёт противозаконную деятельность.                          |                                  |                |                            |                 |             |
| |                                  |                |                            |                 |             |
| 2 (2x01) | (англ. Heroes (Part 2))          | Стивен Уильямс | Стив Лукас и Кол Кунс      | 10 января 2001  | 103         |
| Эд Остерхаус получает строгий выговор от Кэй Барроу. Свидетелей по делу об убийстве полицейского начинают убивать одного за другим. Барроу предлагает Остерхаусу, Погу и Кастильо создать свой отдел по расследованию преступлений. |                                  |                |                            |                 |             |
| |                                  |                |                            |                 |             |
| 3 (3x01) | (англ. Black Sheep)              | Т. В. Пикок    | Кол Кунс                   | 17 января 2001  | 104         |
| Детективы расследуют серию изнасилований и убийств молодых женщин, совершаемых маньяком. Пог беспокоится за свою бывшую жену и дочь, которые подпадают под почерк маньяка. Выясняется, что убийства может совершать полицейский. |                                  |                |                            |                 |             |
| |                                  |                |                            |                 |             |
| 4 (4x01) | (англ. Little India)             | Т. В. Пикок    | Сугит Варугес              | 24 января 2001  | 106         |
| В баре, прямо на дискотеке застрелен парень-индус. Расследование приводит Пога, Остерхауса и Кастильо к индийской мафии. А в это время к Барроу по деликатному вопросу обращается представитель мэрии. |                                  |                |                            |                 |             |
| |                                  |                |                            |                 |             |
| 5 (5x01) | (англ. Summer of Love)           | Стивен Уильямс | Стив Лукас и Джилл Гулик   | 31 января 2001  | 101         |
| Найден скелет неизвестного мужчины. Оказывается, что это полицейский информатор, исчезнувший 25 лет назад. Что же стоит за этим убийством? Выясняется, что дело связано непосредственно с Кэй Барроу. |                                  |                |                            |                 |             |
| |                                  |                |                            |                 |             |
| 6 (6x01) | (англ. Steel drums)              | Джон Л’Экуаер  | Кол Кунс                   | 7 февраля 2001  | 112         |
| На старом складе найдены бочки с кислотой. В этой кислоте расплавлены тела десятков женщин. Подозреваемого в убийстве опрашивает Джек Пог. Ему нужно узнать жива ли девушка, которая попала в руки к этому маньяку, и которую Пог искал долгие годы. - Сыгравший в этой серии актёр Николас Кэмбелл был удостоен премии «Джемини» как лучший приглашённый актёр в драматическом сериале 2001 года. |                                  |                |                            |                 |             |
| |                                  |                |                            |                 |             |
| 7 (7x01) | (англ. Partners)                 | Тим Соутхам    | Тереза Бипр                | 14 февраля 2001 | 108         |
| Детективы расследуют убийство профессионального бегуна. Виктория Кастильо встречает старого друга и напарника из отдела по борьбе с наркотиками Рэя Дентона, который тоже участвует в расследовании. Но Рэй ведёт своё дело, нарушая рамки закона. Виктории тяжело это воспринимать, так как она сильна привязана к Рэю.                                                                           |                                  |                |                            |                 |             |
| |                                  |                |                            |                 |             |
| 8 (8x01) | (англ. All Saints)               | Ларри Маклин   | Стив Лукас                 | 28 февраля 2001 | 105         |
| Детективы вызваны на расследование убийства школьника, которого столкнули под поезд посреди бела дня. Дело казалось простым, пока не выяснилось, что желающих убить школьника было очень много. |                                  |                |                            |                 |             |
| |                                  |                |                            |                 |             |
| 9 (9x01) | (англ. Dr. Tara)                 | Т. В. Пикок    | Кол Кунс и Джилл Гулик     | 7 марта 2001    | 109         |
| Убита известный психиатр и телеведущая Тара Мэдисон. Кто-то выстрелил в неё рядом с её же домом. Остерхас, Пог и Кастильо во главе с Барроу выясняют, что к убийству может быть причастна русская мафия. |                                  |                |                            |                 |             |
| |                                  |                |                            |                 |             |
| 10 (10x01) | (англ. Intensive Care)           | Т. В. Пикок    | Сугит Варугес              | 12 марта 2001   | 113         |
| Виктория Кастильо устраивается под прикрытием на работу в больницу, чтобы расследовать череду загадочных смертей. В больнице работает медсестра, которую в прошлом подозревали в убийстве пациентов. Когда-то это дело вёл Пог. - Сыгравшая в этой серии актриса Кэри Матчетт была удостоена премии «Джемини» как лучшая приглашённая актриса в драматическом сериале 2001 года.                   |                                  |                |                            |                 |             |
| |                                  |                |                            |                 |             |
| 11 (11x01) | (англ. Remington Park)           | Джон Л’Экуаер  | Кол Кунс и Дэвид Сазерлэнд | 19 марта 2001   | 107         |
| Детективы вызваны на расследование перестрелки в одном из районов Торонто, населённом афроамериканцами. Перестрелка закончилась убийством чернокожего рэпера. Межрасовые волнения, возникшие при расследовании, очень мешают делу. |                                  |                |                            |                 |             |
| |                                  |                |                            |                 |             |
| 12 (12x01) | (англ. Remembrance Day (part 1)) | Стивен Ульямс  | Кол Кунс и Джилл Гулик     | 26 марта 2001   | 110         |
| Детективы расследуют череду убийств врачей-гинекологов, которых, по их подозрению, убивают противники абортов. К следствию присоединяется агент ФБР Эрик Финк. В скором времени детективы выходят на подозреваемого. Но когда кажется, что дело раскрыто, всё резко меняется. |                                  |                |                            |                 |             |
| |                                  |                |                            |                 |             |
| 13 (13x01) | (англ. Remembrance Day (part 2)) | Стивен Ульямс  | Кол Кунс и Джилл Гулик     | 2 апреля 2001   | 111         |
| Ещё одного врача-гинеколога взорвали прямо перед детективами отдела «мокрых» дел. Джек Пог отстранён от дела из-за того, что застрелил подозреваемого. А отношения Финка и Кастильо становятся романтическими. |                                  |                |                            |                 |             |
| |                                  |                |                            |                 |             |

### Второй сезон (2001—2002)
| Номер | Название                        | Режиссёр          | Сценарий                   | Дата премьеры   | Произв. код |
| --- | ------------------------------- | ----------------- | -------------------------- | --------------- | ----------- |
| 14 (1x02) | (англ. Baby Point)              | Т. В. Пикок       | Стив Лукас                 | 12 октября 2001 | 201         |
| Детектив Джек Пог возвращается на работу в отдел. Детективы вызваны на расследование убийства молодой женщины, которую изнасиловали. К детективам присоединяется капрал конной полиции Натаниэль Свит. Детективы не рады встрече с ним. С конной полицией у них всегда были не самые лучшие отношения.                                                                          |                                 |                   |                            |                 |             |
| |                                 |                   |                            |                 |             |
| 15 (2x02) | (англ. Asylum)                  | Тим Соутхам       | Майкл Мелски               | 19 октября 2001 | 202         |
| Кастильо и Свит расследуют убийство доктора психбольницы, где содержатся опасные преступники. В то же время Остерхаус и Пог расследуют убийство трёх человек и ограбление в кафе. Пока идёт расследование, шеф полиции Бьюканан говорит Барроу, что уходит с должности. |                                 |                   |                            |                 |             |
| |                                 |                   |                            |                 |             |
| 16 (3x02) | (англ. Inside Jobs)             | Т. В. Пикок       | Кол Кунс                   | 26 октября 2001 | 203         |
| Во время ограбления был застрелен инкассатор. На расследование этого дела вызваны Кастильо и Свит. В то же время Остерхаус и Пог расследуют убийство наркоманки. В обоих делах по ходу следствия начинают появляться новые жертвы. |                                 |                   |                            |                 |             |
| |                                 |                   |                            |                 |             |
| 17 (4x02) | (англ. Family Man)              | Дон Макбреарти    | Джилл Гулик                | 2 ноября 2001   | 204         |
| Ранен член парламента и убита его жена. Детективы отдела выясняют, что он был растлителем малолетних. Временный шеф полиции Тальбот активно работает в департаменте. Закончив расследование, Пог навещает бывшую жену и дочь. - Сыгравшая в этой серии актриса Джули Чантрей была удостоена премии «Джемини» как лучшая приглашённая актриса в драматическом сериале 2002 года. |                                 |                   |                            |                 |             |
| |                                 |                   |                            |                 |             |
| 18 (5x02) | (англ. Missing Persons)         | Скотт Саммерсгилл | Дэвид Сазерлэнд            | 9 ноября 2001   | 205         |
| Пог и Остерхаус расследуют убийство транссексуала, который был избит до смерти. Свит и Кастильо расследуют обстоятельства убийства девочки, найденной в мусорном контейнере. При этом вместе с девочкой нашли грудного ребёнка, который чудом остался жив. |                                 |                   |                            |                 |             |
| |                                 |                   |                            |                 |             |
| 19 (6x02) | (англ. Homeless)                | Питер Веллингтон  | Кол Кунс                   | 16 ноября 2001  | 206         |
| На расследование жестокого убийства маленькой девочки Ханны вызваны Пог и Остерхаус. В то же время Кастильо и Свит расследуют череду немотивированных убийств бездомных людей. Подозреваемый в серии убийств найден, но никто из детективов не верит в его вину. |                                 |                   |                            |                 |             |
| |                                 |                   |                            |                 |             |
| 20 (7x02) | (англ. Collateral Damage)       | Т. В. Пикок       | Дэвид Барлоу               | 30 ноября 2001  | 207         |
| Убит боевик банды байкеров. Преступник бросил в него коктейль Молотова, произошёл взрыв, в ходе которого также получил тяжёлое ранение рядом стоящий мальчик. Этим делом занимаются Кастильо и Свит. В это время Пог и Остерхаус расследуют убийство боксёра. |                                 |                   |                            |                 |             |
| |                                 |                   |                            |                 |             |
| 21 (8x02) | (англ. Death and Taxes)         | Скотт Саммерсгилл | Майкл Мелски и Джилл Гулик | 7 декабря 2001  | 208         |
| В ходе жестокой перестрелки убиты четверо сотрудников налоговой инспекции. Свит приезжает на место преступления. А в это время работа Тальбота вызывает недовольство у всех работников отдела «мокрых» дел. |                                 |                   |                            |                 |             |
| |                                 |                   |                            |                 |             |
| 22 (9x02) | (англ. Wrongful Convictions)    | Т. В. Пикок       | Стив Лукас                 | 14 декабря 2001 | 209         |
| Убиты частный детектив, в прошлом работавший полицейским, и его любовница. Выясняется, что это преступление связано с делом об убийстве студентки, которое много лет назад вёл Остерхаус. Из-за этого его и Пога отстраняют от дела. В дело вмешивается известный адвокат Томми Гранато. В то же время у Кэй Барроу не получается выполнять работу шефа полиции.                |                                 |                   |                            |                 |             |
| |                                 |                   |                            |                 |             |
| 23 (10x02) | (англ. Spankdaddy)              | Дон Макбреарти    | Кол Кунс                   | 9 января 2002   | 210         |
| Неизвестный похитил маленькую девочку и выставил видео с ней в интернет в режиме онлайн. Он заявил, что в течение двенадцати часов изнасилует её. Детективы отдела вынуждены торопиться, чтобы её спасти. |                                 |                   |                            |                 |             |
| |                                 |                   |                            |                 |             |
| 24 (11x02) | (англ. Payback)                 | Кол Кунс          | Ребекка Шетчер             | 16 января 2002  | 211         |
| Свит и Кастильо расследуют рассылку по почте разным людям начинённых гвоздями бомб, в результате которой происходят взрывы. Остерхаус и Пог расследуют имеющее садомазохистский характер убийство девушки. |                                 |                   |                            |                 |             |
| |                                 |                   |                            |                 |             |
| 25 (12x02) | (англ. Out of Towners (Part 1)) | Джон Л’Экуаер     | Дэвид Барлоу               | 23 января 2002  | 212         |
| Остерхаус и Пог расследуют убийство мальчика, которого избили и повесили. Свит и Кастильо расследуют изнасилование и убийство молодой женщины. Это убийство пересекается со старым делом Кастильо о серии нераскрытых изнасилований. Кастильо воспринимает дело слишком болезненно.                                                                                             |                                 |                   |                            |                 |             |
| |                                 |                   |                            |                 |             |
| 26 (13x02) | (англ. Out of Towners (Part 2)) | Джон Л’Экуаер     | Джилл Гулик                | 30 января 2002  | 213         |
| Убит главный подозреваемый в серийных изнасилованиях и убийстве. Кастильо отстранена от дела. Детективы расследуют убийство подозреваемого. Отстранённая Виктория хочет разобраться со своей проблемой, идущей из детства, и пытается найти своего сына. |                                 |                   |                            |                 |             |
| |                                 |                   |                            |                 |             |

### Третий сезон (2003)
| Номер | Название                      | Режиссёр          | Сценарий                   | Дата премьеры   | Произв. код |
| --- | ----------------------------- | ----------------- | -------------------------- | --------------- | ----------- |
| 27 (1x03) | (англ. America’s Most Wanted) | Скотт Саммерсгилл | Грэхем Глегг               | 17 января 2003  | 309         |
| Виктория Кастильо и Натаниэль Свит уходят из отдела, на их место приходят новые служащие — детективы Джим Викс и Карен Гиллам. Они вызваны на новое дело. Перестрелка на улице закончилась убийством одного из участников и ранением полицейского. Дело обещает быть очень запутанным. - Сыгравший в этой серии актёр Уинстон Рекерт был удостоен премии «Джемини» как лучший приглашённый актёр в драматическом сериале 2003 года. |                               |                   |                            |                 |             |
| |                               |                   |                            |                 |             |
| 28 (2x03) | (англ. Search Party)          | Т. В. Пикок       | Джилл Гулик и Кэтрин Купер | 24 января 2003  | 305         |
| Исчезла маленькая девочка. Всё указывает на то, что её похитили. Жители города большой группой ищут малышку. Детективы находят взаимосвязь с таким же исчезновением маленькой девочки несколько лет назад. |                               |                   |                            |                 |             |
| |                               |                   |                            |                 |             |
| 29 (3x03) | (англ. Respect)               | Т. В. Пикок       | Дэвид Барлоу               | 31 января 2003  | 310         |
| Детективы расследуют убийство подростка. В ходе дела выясняется, что поводом для убийства могли послужить разборки в подростковой среде. В дело вмешивается старый знакомый детективов — адвокат Томми Гранато. |                               |                   |                            |                 |             |
| |                               |                   |                            |                 |             |
| 30 (4x03) | (англ. John Doe)              | Стив Димарко      | Джилл Гулик                | 7 февраля 2003  | 311         |
| На автостоянке найден избитый человек с амнезией. При нём обнаружена книга с рисунками птиц — единственное, что может помочь установить личность этого человека. Пог показывает эту книгу своей бывшей жене Кэролин в надежде, что та определит виды изображённых птиц и это поможет опознать человека. |                               |                   |                            |                 |             |
| |                               |                   |                            |                 |             |
| 31 (5x03) | (англ. Ladykillers)           | Т. В. Пикок       | Стив Лукас                 | 21 февраля 2003 | 312         |
| На теле убитого мужчины найдена визитная карточка Кэй Барроу. Репутация главы отдела под угрозой. Джек Пог и Эд Остерхаус пытаются очистить имя босса. Тем временем у Карен Гиллам возникают проблемы. |                               |                   |                            |                 |             |
| |                               |                   |                            |                 |             |
| 32 (6x03) | (англ. Full Disclosure)       | Стив Димарко      | Дэвид Барлоу               | 28 февраля 2003 | 302         |
| В убийстве пятнадцатилетней девочки был обвинён семнадцатилетний парень. Это было самым первым делом в карьере Барроу. Спустя четырнадцать лет адвокат Томми Гранато заявляет о невиновности парня. Барроу просит своих коллег вновь открыть дело. |                               |                   |                            |                 |             |
| |                               |                   |                            |                 |             |
| 33 (7x03) | (англ. Love and Marriage)     | Т. В. Пикок       | Джилл Гулик                | 7 марта 2003    | 301         |
| Молодая женщина найдена мёртвой на пассажирском сиденье в автомобиле мужа. Выясняется, что она изменяла мужу, и, возможно, их общий ребёнок на самом деле от другого отца, что могло стать мотивом для убийства. Между тем Пог и Остерхаус пытаются вычислить человека, который несколько недель звонит по телефону Кэролин и угрожает ей.                                                                                          |                               |                   |                            |                 |             |
| |                               |                   |                            |                 |             |
| 34 (8x03) | (англ. Speed Demons)          | Т. В. Пикок       | Пит Уайт                   | 14 марта 2003   | 307         |
| Команда дрэг-рейсинга становится главной подозреваемой в жестоком убийстве молодой женщины. На место преступления приезжают детективы отдела «мокрых» дел и приступают к очередному расследованию. |                               |                   |                            |                 |             |
| |                               |                   |                            |                 |             |
| 35 (9x03) | (англ. Boy Band)              | Скотт Саммерсгилл | Ребекка Шетчер             | 21 марта 2003   | 306         |
| Участник музыкальной группы выпрыгнул с верхнего этажа пентхауса и разбился. Когда выясняется, что он не прыгал, а его столкнули, Пог и Остерхаус приступают к делу. Тем временем у Пога прибавляется проблем, когда Кэролин заявляет, что беременна и ребёнок от него. |                               |                   |                            |                 |             |
| |                               |                   |                            |                 |             |
| 36 (10x03) | (англ. Ambush)                | Т. В. Пикок       | Кол Кунс                   | 28 марта 2003   | 303         |
| Убит полицейский. Пог и Остерхаус выходят на след подозреваемого. Однако во время слежки за подозреваемым происходит убийство ещё одного полицейского, причём без единого свидетеля. Детективы понимают, что кто-то методично действует по одной схеме. |                               |                   |                            |                 |             |
| |                               |                   |                            |                 |             |
| 37 (11x03) | (англ. Hard Time)             | Стив Димарко      | Стив Лукас                 | 11 апреля 2003  | 304         |
| Скандал в полиции: подозреваемый в убийстве умирает после допроса Пога и Остерхауса. Оба детектива арестованы. Защищать их приходит Томми Гранато. Джим Викс и Карен Гиллам вынуждены продолжить расследование арестованных коллег. Барроу пытается помочь своим подчинённым. - Сыгравшая в этой серии актриса Кейт Троттер была удостоена премии «Джемини» как лучшая приглашённая актриса в драматическом сериале 2003 года.      |                               |                   |                            |                 |             |
| |                               |                   |                            |                 |             |
| 38 (12x03) | (англ. Necklace)              | Стив Димарко      | Кол Кунс                   | 18 апреля 2003  | 308         |
| Убит сотрудник фирмы по продаже бриллиантов, и похищен его бриллиант стоимостью в 4 миллиона долларов Его дело расследуют Пог и Остерхаус. А в это время судебный патологоанатом просит детективов Викса и Гиллама вновь расследовать убийство маленького мальчика, в котором обвинили мать ребёнка. Он считает, что коронер ошибся и женщина невиновна.                                                                            |                               |                   |                            |                 |             |
| |                               |                   |                            |                 |             |
| 39 (13x03) | (англ. Lover’s Lane)          | Кол Кунс          | Кол Кунс                   | 25 апреля 2003  | 313         |
| Найден обезглавленный труп судимого мошенника. В этом убийстве сознаётся любовница убитого. Позже она говорит, что они вдвоём совершили серию убийств. Детективы должны проверить, не лжёт ли подозреваемая. |                               |                   |                            |                 |             |
| |                               |                   |                            |                 |             |

### Четвёртый сезон (2004)
| Номер | Название                    | Режиссёр          | Сценарий     | Дата премьеры  | Произв. код |
| --- | --------------------------- | ----------------- | ------------ | -------------- | ----------- |
| 40 (1x04) | (англ. Blind Eye)           | Т. В. Пикок       | Карен Хилл   | 21 апреля 2004 | 411         |
| Карен Гиллам и Джек Пог уходят из отдела. На их место приходят детективы Элейн Бендер и Ронни Сталл. Остерхаус и Сталл вызваны на расследование убийства филиппинки, работавшей няней. Джим Викс расследует убийство чернокожего парня. |                             |                   |              |                |             |
| |                             |                   |              |                |             |
| 41 (2x04) | (англ. Special Delivery)    | Стив Димарко      | Кол Кунс     | 28 апреля 2004 | 402         |
| Элейн Бендер и Викс расследуют похищение мужчины. Похититель присылает кусочки похищенного мужчины по почте его жене. Судебный эксперт Роберта Торп просит Эда уточнить, как идёт расследование самоубийства жены её друга. Эд не предполагал, какие неприятные детали ему предстоит узнать. |                             |                   |              |                |             |
| |                             |                   |              |                |             |
| 42 (3x04) | (англ. Boys’ Club)          | Т. В. Пикок       | Стив Лукас   | 5 мая 2004     | 403         |
| Сотрудники отдела расследуют убийство полицейского детектива Джона Ван Импе. Они выясняют, что двое единственных подозреваемых связаны с полицией. Им предстоит непростая задача, так как, возможно, предстоит арестовать одного из своих коллег. |                             |                   |              |                |             |
| |                             |                   |              |                |             |
| 43 (4x04) | (англ. Janet Green)         | Т. В. Пикок       | Джлл Гулик   | 12 мая 2004    | 401         |
| Произошло убийство двух женщин с одинаковыми именами, и кроме имён этих двух женщин ничего не связывало. Однако Викс и Бендер не могут прийти к однозначному выводу, связаны ли эти убийства или же нет. |                             |                   |              |                |             |
| |                             |                   |              |                |             |
| 44 (5x04) | (англ. Boarders)            | Скотт Саммерсгилл | Джилл Гулик  | 19 мая 2004    | 408         |
| Детективы расследуют убийство парня, учившегося в частной академии. Убийца засунул женские трусы в рот убитому. Вскоре выясняется, что возможность совершить убийство была только у тех кто находился в академии, и у очень многих людей был мотив совершить его. |                             |                   |              |                |             |
| |                             |                   |              |                |             |
| 45 (6x04) | (англ. Midnight Man)        | Стив Димарко      | Дэвид Барлоу | 26 мая 2004    | 404         |
| Убита жена известного писателя Кэма Макбрайда, которая собиралась с ним разводиться. Писатель — друг детектива, а в прошлом любовник Сталл. Ей с Остерхаусом поручено это дело. В то же время Бендер и Викс проверяют, не могло ли это убийство быть связано с банальным ограблением. |                             |                   |              |                |             |
| |                             |                   |              |                |             |
| 46 (7x04) | (англ. Eye Witness)         | Т. В. Пикок       | Кол Кунс     | 2 июня 2004    | 407         |
| Викс и Бендер расследуют убийство маленького мальчика. Об убийстве сообщила странная женщина, называющая себя экстрасенсом. Викс с большим скепсисом относиться к ней. В то же время Остерхауз и Сталл ищут другого мальчика, который пропал без вести. - Сыгравшая в этой серии актриса Никки Гуаданьи была удостоена премии «Джемини» как лучшая приглашённая актриса в драматическом сериале 2004 года. |                             |                   |              |                |             |
| |                             |                   |              |                |             |
| 47 (8x04) | (англ. Upstairs Downstairs) | Скотт Саммерсгилл | Дэвид Барлоу | 9 июня 2004    | 410         |
| Молодая женщина Джули Хаген убита в собственном доме, и все находившиеся рядом люди становятся подозреваемыми в убийстве. Викс сталкивается с межрасовым напряжением в обществе при расследовании дела. |                             |                   |              |                |             |
| |                             |                   |              |                |             |
| 48 (9x04) | (англ. Home Invasion)       | Скотт Саммерсгилл | Дэвид Кол    | 16 июня 2004   | 406         |
| Бендер и Викс выезжают на дом, где происходит драка. Как выясняется, там проводили операцию сотрудники отдела по борьбе с наркотиками. Одного из преступников удалось арестовать, второй сбежал, а третьего находят убитым. В результате детективам приходится расследовать это убийство. |                             |                   |              |                |             |
| |                             |                   |              |                |             |
| 49 (10x04) | (англ. Spooks)              | Кол Кунс          | Кол Кунс     | 18 июня 2004   | 412         |
| Остерхаус и Сталл расследуют смерть профессора математики, которого нашли мёртвым на мосту. На месте преступления Остерхаус встречает своего бывшего напарника, который советует ему не копать глубоко. В это время Бендер и Сталл расследуют убийство журналиста, которого нашли в номере мотеля задушенным и одетым в женское платье.                                                                    |                             |                   |              |                |             |
| |                             |                   |              |                |             |
| 50 (11x04) | (англ. Cell Block 13)       | Т. В. Пикок       | Стив Лукас   | 25 июня 2004   | 409         |
| Остерхаус и Сталл расследуют загадочную смерть актёра на съёмках кинофильма. Загадочности этому делу придаёт то, что перед смертью актер позвонил в полицию и сказал, что его убивают. Несмотря на то, что на теле актёра нет никаких повреждений, в лаборатории устанавливают что речь идёт об убийстве.                                                                                                  |                             |                   |              |                |             |
| |                             |                   |              |                |             |
| 51 (12x04) | (англ. Party Line)          | Т. В. Пикок       | Карен Хилл   | 2 июля 2004    | 405         |
| Викс и Бендер расследуют убийство члена кабинета министров. Расследовать политические убийства полицейским всегда сложно. Дело приобретает неожиданный и даже скандальный оборот, когда выясняется что убитый был гомосексуалистом. |                             |                   |              |                |             |
| |                             |                   |              |                |             |
| 52 (13x04) | (англ. Family Reunion)      | Т. В. Пикок       | Джилл Гулик  | 7 июля 2004    | 413         |
| В дупле дерева найден кусок цемента, в котором мумифицировали труп младенца. Расследованием этого дела занимаются Джим Викс и его напарница. К Остерхаусу обращается его знакомая. Её родители пропали. У них дома обнаруживается кровь. Выясняется, что она принадлежит неизвестному человеку, чей труп был найден в озере.                                                                               |                             |                   |              |                |             |
| |                             |                   |              |                |             |

## Комментарии
1. ↑  Кэри Матчетт сыграла в этой серии медсестру. В четвёртом сезоне Кэри Матчетт снимется в роли детектива Элейн Бендер.
2. ↑  Первое появление Натаниэля Свита.
3. ↑  Последнее появление Виктории Кастильо и Натаниэля Свита.
4. ↑  Первое появление Карен Гиллам и Джима Викса.
5. ↑  Последнее появление Карен Гиллам и Джека Пога.
6. ↑  Первое появление Ронни Сталл и Элейн Бендер.